# Acetat de plom(II)
L'acetat de plom(II) (antigament diacetat de plom, acetat plumbi, sucre de plom o de Saturn, plom sucre, sal de Saturn i força de Goulard en honor de Thomas Goulard), és un compost químic cristal·lí de color blanc amb un sabor lleugerament dolç. S'obté tractant litargiri (òxid de plom (II) o PbO) amb àcid acètic. Igual que altres compostos plumbis, és una substància molt tòxica. L'acetat de plom és soluble a aigua i glicerina. Amb aigua, forma el trihidrat, Pb (CH  3  COO)  2  · 3H  2  O, una substància cristal·lina monoclínica eflorescent de color blanc o incolor.
Les substància s'utilitza com reactiu per a generar altres compostos de plom i com a fixador per a alguns tints. En baixes concentracions (de l'ordre de l'1%), és el principal ingredient actiu en una variada gamma de tintures progressives del cabell, que va prenent progressivament un color castany a causa de la combinació del plom amb el sofre, més abundant en les proteïnes del cabell que en les de la pell. També s'utilitza com mordent en impressió i tint tèxtil i com dessecant en pintures i vernissos.

## Toxicitat
S'ha documentat que l'acetat de plom (II), entre altres sals de plom, podria afectar la placenta i l'embrió, conduint a la mort del fetus, raó per la qual es desaconsella l'ús de tints de cabell que el continguin en la seva composició. Com sal de plom, també té efectes teratogènics en algunes espècies animals.